# Lundbergia
Lundbergia är ett släkte av skalbaggar som beskrevs av Jyrki E. Muona 1975. Lundbergia ingår i familjen kortvingar. 
Släktet är uppkallat efter Stig Lundberg som hittade den enda hanne som någonsin hittats. Tidigare fynd bestod en honor och dessa var placerade under släktet "Ateta".
Släktet innehåller bara arten Lundbergia trybomi.